# Stumbling on Happiness
Stumbling on Happiness is een populairwetenschappelijk non-fictieboek uit 2006 van psycholoog Daniel Gilbert. De eerste druk verscheen bij de Knopf Publishing Group van uitgeverij Random House.

## Onderwerp
Gilbert probeert in Stumbling on Happiness in begrijpelijke bewoordingen uiteen te zetten waarom bij mensen de daadwerkelijke beleving van gebeurtenissen standaard afwijkt van de verwachtingen ervan en herinneringen daaraan. Daarom is het moeilijk voor een individu om correct te voorspellen wat hem in de toekomst daadwerkelijk een geluksgevoel zal bezorgen en in welke mate.

De neuroanatomische aanleiding hiervoor ligt in de frontale kwabben, die tijdens de evolutie van de mens unieke proporties hebben aangenomen. Daarom kan de mens zich als enige organisme toekomstige gebeurtenissen voorstellen. Gilbert haalt daarbij praktijkvoorbeelden aan van patiënten bij wie de frontale kwabben beschadigd of deels afwezig zijn. Zij blijken amper tot niet (meer) in staat zich iets voor te stellen dat hun zintuigen op dat moment niet waarnemen.

## Inhoud
Onderwerpen die onder meer aan bod komen zijn het door de hersenen invullen van cognitieve blinde vlekken en het automatisch subjectief aanvullen en weglaten van mogelijk te observeren details, afhankelijk van het doel dat de hersenen willen bereiken ten bate van het functioneren van het individu. Hierdoor zijn individueel opgehaalde herinneringen en gestelde verwachtingen zelden compleet, maar missen ze (soms enorme) details die tijdens het voltrekken van gebeurtenissen wel aanwezig waren of zullen zijn.
Gilbert illustreert zijn uitleg door theoretische uiteenzettingen te ondersteunen met alledaagse voorbeelden waarin de besproken situaties voorkomen. 